# Akaricid
Akaricidi so sredstva za zatiranje pršic, ki sodijo v skupino pesticidov. 
Proti pršicam so učinkoviti tudi nekateri insekticidi iz skupine organskih fosfornih insekticidov, vendar postanejo ob njihovi pogosti uporabi pršice nanje odporne. V tem primeru je potrebno škropljenje z akaricidi.
Uporaba nekaterih vrst akaricidov je primerna tudi za zatiranje drugih insektov kot so klopi, zajedavske uši, bolhe, ščurki, komarji, ...